# Малка кафявозъбка
Малката кафявозъбка (Sorex minutus) е вид дребни бозайници от семейство Земеровкови (Soricidae). Разпространена е в северните части на Евразия, от Западна Европа до Енисей и Байкал на изток и до Алтай и Тяншан на юг. Среща се и в цяла България, по-често в планинските райони.
Малката кафявозъбка е активна през цялото денонощие, прави си гнездо под земята или в дълбока шума и се храни с насекоми и други дребни безгръбначни. Тя има дължина без опашката 49-85 mm и средна маса 4 g, както и много интензивен метаболизъм, поради което трябва да се храни редовно през около 2 часа.
Размножителният сезон при малката кафявозъбка продължава от април до август. Женските обикновено раждат от 2 до 8 малки, за които се грижат в подземно гнездо. Бременността продължава само около 3 седмици, което им дава възможност да раждат до 5 пъти годишно. Продължителността на живота им е около 15 месеца.